# Кикирон
Кикирон (фр. Cucuron) насеље је и општина у Француској у региону Прованса-Алпи-Азурна обала, у департману Воклиз која припада префектури Апт.
По подацима из 2011. године у општини је живело 1820 становника, а густина насељености је износила 55,69 становника/km². Општина се простире на површини од 32,68 km². Налази се на средњој надморској висини од 375 метара (максималној 1.105 m, а минималној 235 m).

## Демографија
| 1962. | 1968. | 1975. | 1982. | 1990. | 1999. | 2011. |
| ----- | ----- | ----- | ----- | ----- | ----- | ----- |
| 1.033 | 1.177 | 1.206 | 1.409 | 1.624 | 1.792 | 1.820 |

График промене броја становника у току последњих година